# Internationaal filmfestival van Oldenburg

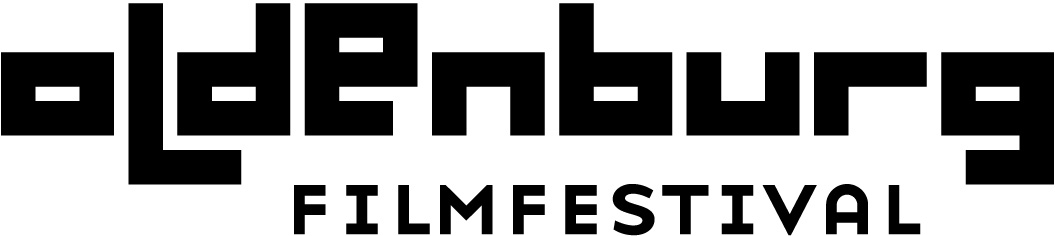

Het International Film Festival Oldenburg of Internationaal filmfestival van Oldenburg (Duits: Internationales Filmfest Oldenburg) is een onafhankelijk filmfestival, dat sinds 1994 jaarlijks in de Noord-Duitse stad Oldenburg plaatsvindt.
Elk jaar in de tweede week van september ligt de bijzondere aandacht voor vijf dagen op de internationale filmscène met het zwaartepunt op Amerikaanse onafhankelijke films, welke meer dan de helft van de gepresenteerde producties uitmaken.
Jaarlijkse retrospectieven en tributes eren uitzonderlijke filmmakers en acteurs. Het programma bestaat uit ongeveer vijftig lange films en twintig korte films.
Het International Film Festival Oldenburg is naast het International Film Festival Rotterdam en het Festival Internacional de Cine de Gijón het belangrijkste filmfestival voor onafhankelijke films en Europa.

## Retrospectieven en tributes
Vanaf het begin eert het International Film Festival Oldenburg internationale en nationale filmmakers en acteurs met retrospectieven en tributes.

### Retrospectieven van de laatste jaren
- Alex Cox (1994)
- Frank Oz (1995)
- James B. Harris (1996)
- Tim Hunter (1997)
- Roberto Faenza (1998)
- Harry Kümel (1999)
- William Wellman Jr. (2000)
- Jim McBride (2001)
- Bernard Rose (2002)
- Philippe de Broca (2003)
- Andrzej Żuławski (2004)
- Ken Russell (2005)
- Jerry Schatzberg (2006)
- Abel Ferrara (2007)
- James Toback (2008)
- Bruno Barreto (2009)
- Radley Metzger (2010)
- Ted Kotcheff (2011)
- Phedon Papamichael (2012)

### Tributes van de laatste jaren
- Nancy Savoca (1994)
- Katt Shea (1995)
- Iciar Bollain (1997)
- Seymour Cassel (1998)
- Asia Argento (1999)
- Stacy Cochran (2000)
- Ben Gazzara (2001),
- Richard Stanley (2001),
- Édouard Niermans (2002)
- Larry Clark (2003)
- Tim Blake Nelson (2004)
- Luke Wilson, Andrew Wilson (2005)
- Peter Fleischmann (2006)
- Stacy Keach (2007)
- Marius Müller-Westernhagen (2008)
- Michael Wadleigh (2008)
- Scott McGehee & David Siegel (2009)
- Timothy Bottoms (2010)
- Roger Fritz (2011)

## Prijzen en prijswinnaars

### German Independence Award
Met de German Independence Award eert het publiek sinds 1998 de beste inbreng van de Independent-tak. De prijs is gedoteerd met een geldbedrag van € 4000.
De prijswinners waren:
- Richard Schenkman — Went to Coney Island on a Mission from God... Be Back by Five (1998)
- Noah Stern — The Invisibles (1999)
- Buket Alakus — Anam (2001)
- Scott Thomas — Anacardium (2002)
- Michael Polish — Northfolk (2003)
- Dennis Iliadis — Hardcore (2004)
- Marcos Siega — Pretty Persuation (2005)
- Scott Dacko — The Insurgents (2006)
- Jan Hinrik Drevs — Underdogs (2007)
- Emily Atef — Das Fremde in mir (2008)
- Judi Krant — Made in China (2009)
- Paul Gordon — The Happy Poet (2010)
- K. Lorrel Manning — Happy New Year (2011)
- Jan Ole Gerster — Oh Boy (2012)

### German Independence Award – Beste Duitse Film
Sinds 2004 wordt de German Independence Award – Beste Duitse Film uitgereikt, welk met € 8000 gedoteerd is. Onafhankelijke Duitse filmmakers kunnen deze prijs behalen. Een vijfhoofdige internationale jury verkiest de winnaar uit.
In de laatste jaren de prijs ging naar: 
- Andreas Struck — Sugar Orange (2004)
- Catharina Deus — About a Girl (2005)
- Birgit Grosskopf — Prinzessin (2006)
- Jakob M. Erwa — Heile Welt (2007)
- Emily Atef — Das Fremde in mir (2008)
- Thomas Sieben — Distanz (2009)
- Philip Koch — Picco (2010)
- Linus de Paoli — Dr. Ketel (2011)
- Jan Ole Gerster — Oh Boy (2012)

### German Independence Award – Beste Korte Film
- Marcos Valin, David Alonso — Atención al cliente (2007)
- Liz Adams — Side Effect (2008)
- Hassan Said — Mute (2009) — Best foreign-language short film
- Tom Bewilogua — SCISSU (2009) — Best German-language short film
- Jeremy Bradley, Reuben Sack — Salvation Insurance (2010)
- Markus Engel — Der letzte Gast (2011)
- Meghna Gupta, Gigi Berardi — Unravel (2012)

### Seymour Cassel Prijs – Outstanding Performance
- Tom Schilling voor zijn rol van Niko Fischer in Oh Boy (2012)

### Otto Sprenger Prijs
Winnaars:
- Ben Reding, Dominik Reding — For the Unknown Dog (Für den unbekannten Hund) (2007)
- Emily Atef — The Stranger in Me (Das Fremde in mir) (2008)

## Citaten
- One of the most offbeat festivals in Europe. (Variety)

- Now in its 16th edition, Oldenburg proves that, justifying its reputation as Germany´s premiere indie fest by putting innovative filmmaking ahead of boxoffice glamour, while still filtering out the dregs of the low-budget scene. (The Hollywood Reporter)

- Oldenburg: The German Sundance…has become a must in the festival circuit. (Cannes Market News)

- The German Sundance (Screen International)